# Dee Hsu
Dee Hsu (China, 14 de junio de 1978), también conocida por su nombre artístico Little S. Es una presentadora de televisión, actriz y cantante taiwanesa. Es conocida por su ingenio cáustico, copresentó Kangsi Coming (2004-2016) junto a Kevin Tsai, por el que el dúo recibió el premio a Mejor presentador en un programa de variedades en los 40.º premios Golden Bell en 2005.  Actualmente, Hsu presenta el programa de entrevistas Hsu Girls Talk (2022–).

## Biografía y carrera
Nació en Taipéi, Taiwán, y es la menor de tres hermanas. Su hermana mayor es Hsu Si-hsien, seguida de Barbie Hsu, con quien Dee formó inicialmente un dúo musical  conocido como "SOS" (Hermanas de Shu). Su prima, Chelsey Chang Chia-ru, es presentadora de noticias y periodista.
A finales de la década de 1990, debido a disputas de derechos de autor con el sello musical, SOS cambió su nombre a ASOS (All Sisters of Shu). En 1999, ASOS dejó de lado su carrera musical para dedicarse a la presentación de programas. Fueron coanfitriones de Guess de 1996 a 2000 y del 100% Entertainment de 1998 a 2005.
En 2014, Hsu lanzó su primer EP en solitario bajo el nombre artístico de Elephant Hsu. El EP presenta cinco canciones compuestas por Hsu; cuatro incluyen letras escritas por ella y una tiene letras de Barbie.
De 2004 a 2016, Hsu copresentó el popular programa de entrevistas Kangsi Coming con Kevin Tsai, catapultando al dúo a la fama en todo el mundo de habla china. Después de que Kangsi terminara en 2016, Hsu protagonizó la película Didi's Dream (2017), dirigida por Tsai. La película recibió críticas mixtas y tuvo un mal desempeño en taquilla. ¡Hsu y Tsai se reunieron en 2018 para el programa de variedades de Youku Zhenxiang ba! Huahua Wanwu durante tres temporadas, pero no lograron replicar la popularidad de Kangsi Coming . 

## Vida personal
Hsu salió con Micky Huang durante cuatro años hasta su ruptura en el año 2000, en el pleno apogeo de la popularidad de Huang. Afectó a la carrera de Huang debido a su supuesta infidelidad con Bowie Tsang .  La expareja se reconcilió en Kangsi Coming en 2015. 
Hsu se casó con el empresario taiwanés Xu Yajun (许雅钧) en 2005. Tienen tres hijas: Elly (許曦文), Lily (許韶恩) y Alice (許曦恩). 

## Controversia

### Panadería Top Pot
En 2013, Hsu se vio envuelta en un escándalo que involucraba a Top Pot Bakery, una marca que ella promocionaba y en la que su familia tenía acciones. La panadería fue desenmascarada por utilizar saborizantes artificiales en productos publicitados como "totalmente naturales". Además, Hsu, su marido y su suegro, Xu Ching-hsiang (許慶祥), fueron acusados por los fiscales de tráfico de información privilegiada entre junio y agosto de 2013, cuando se enteraron de las pérdidas financieras no publicadas de la panadería y del cambio previsto de presidente de su empresa matriz, Genome International.    En 2014, los fiscales retiraron los cargos contra Hsu.  En 2015, el marido de Hsu fue declarado inocente, mientras que su suegro fue condenado a dos años de prisión. En 2016, la absolución de su marido fue reafirmada en sentencia de segunda instancia, mientras que la pena de su suegro fue reducida a 1 año y 10 meses, con 4 años de libertad condicional y 20 horas de educación jurídica obligatoria. En 2018, el Tribunal Superior de Taiwán confirmó la sentencia de segunda instancia para su suegro. 

### La controversia sobre el troleo nacionalista chino
En 2021, Hsu se refirió a los atletas olímpicos taiwaneses como "jugadores nacionales" en las redes sociales. A pesar de sus orígenes en una familia "profundamente de la coalición Pan-azul" y ser una destacada partidaria del partido Kuomintang, el término fue criticado por los usuarios nacionalistas de Internet chinos, y Hsu fue acusada de señalar su apoyo a la independencia de Taiwán, lo que resultó en la pérdida de sus respaldos en China continental.   
La Oficina de Asuntos de Taiwán del Consejo de Estado de China calificó el incidente como un “acto deliberado” de quienes tenían en mente una “manipulación política”, que apuntaba a celebridades taiwanesas que trabajaban en China continental y “saboteaba las interacciones culturales”. La Oficina también pidió a los internautas que “agudizaran sus instintos y no permitieran que los secesionistas causaran problemas con su mal comportamiento”. Hsu agradeció a la Oficina por aclarar el asunto en Weibo. 

## Filmografía

### Programa de variedades
| Año           | Título                                                           | Role      |
| ------------- | ---------------------------------------------------------------- | --------- |
| 1998–2006     | Adivina Adivina Adivina 我猜我猜我猜猜猜                         | Anfitrión |
| 1998–2006     | 100% Entretenimiento娛樂百分百                                   | Anfitrión |
| 2004–2016     | El próximo Kangsi se presentará en el Festival de Cine de Cannes | Anfitrión |
| 2007–2008     | Secretos gourmet de las estrellas                                | Anfitrión |
| 2016–2017     | Espectáculo estilo S姐姐好餓                                     | Anfitrión |
| 2018-presente | ¡Ven a visitarnos!花花世界                                       | Anfitrión |
| 2018–2019     | Floristería de la hermana小姐姐的花tienda                        | Anfitrión |
| 2019          | Los niños aprenden a usar el teléfono móvil                      | Anfitrión |
| 2021          | La charla de Hsu: un libro de texto                              | Anfitrión |
| 2022–         | Charla de Dee Girl小姐不熙娣                                     | Anfitrión |

### Serie de televisión
| Año  | Título               | Role            | Notas                  |
| ---- | -------------------- | --------------- | ---------------------- |
| 2002 | Seis amigos          | Hua Tzu         |                        |
| 2004 | Di Sí Empresa        | Hsu Hsiao-hung  |                        |
| 2013 | PMAM                 | Hsiao S         | Camafeo                |
| 2018 | Jardín de meteoritos | Dao Ming Zhuang | Hermana de Dao Ming Si |

### Películas
| Año  | Título                       | Role                        | Notas   |
| ---- | ---------------------------- | --------------------------- | ------- |
| 2008 | ¡¿Qué diablos he hecho mal?! |                             | Camafeo |
| 2017 | El sueño de Didi             | Shangguan Didi / Xu Chunmei |         |

### Doblaje de voz
| Año  | Título          | Role      |
| ---- | --------------- | --------- |
| 2004 | Los Increibles  | Espejismo |
| 2016 | Buscando a Dory | Gallo     |

### Anfitrión en ceremonias de premios
| Año  | Evento                                     | Notas                                                     |
| ---- | ------------------------------------------ | --------------------------------------------------------- |
| 2004 | 39.ª edición de los Premios Campana de Oro |                                                           |
| 2006 | 17.ª edición de los premios Golden Melody  | Copresentadora (con Matilda Tao )                         |
| 2008 | XIX edición de los premios Golden Melody   | Copresentadora (con Matilda Tao, Patty Hou y Barbie Hsu ) |
| 2010 | 21.ª edición de los premios Golden Melody  | Copresentador (con Harlem Yu )                            |
| 2010 | 47.ª edición de los Premios Caballo de Oro | Copresentador (con Kevin Tsai )                           |

## Premios y nominaciones
- 2004	Say Yes Enterprise. Best Supporting Actress	Nominada.
- 2005	Kangsi Coming. Best Host in a Variety Show	Won.
- 2006, 2007 y 2008	Kangsi Coming. Host in a Variety Show	 Nominada.
- 2022	Dee's Talk. Host in a Variety Show	Nominated
- 2024	Dee Girl's Talk. Host in a Variety Show 	Nominated